# TeXnicCenter

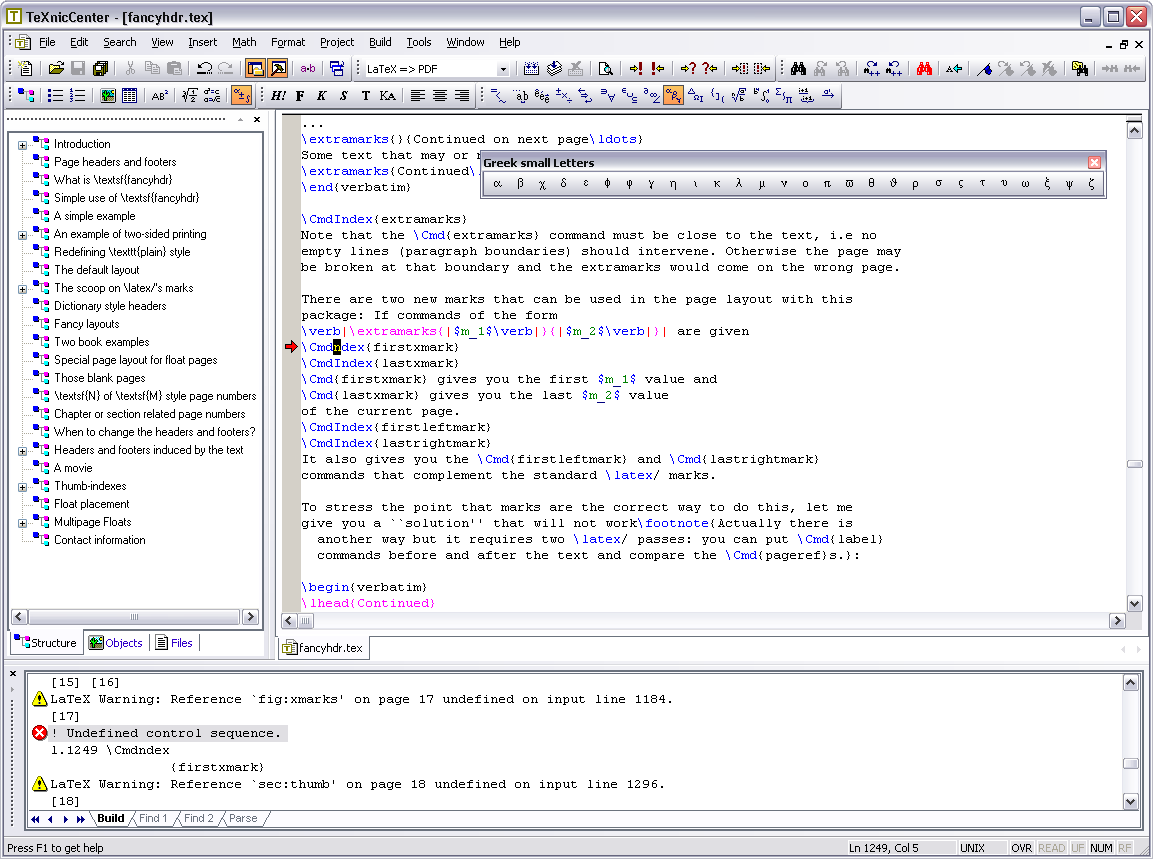
TeXnicCenter phát hiện lỗi trong file văn bản LaTeX.

TeXnicCenter là phần mềm hỗ trợ soạn thảo văn bản LaTeX. TeXnicCenter là phần mềm tự do nhưng chỉ chạy được trên nền Windows, và thường đi kèm với MikTeX trong ProteXt, một bộ sắp chữ LaTeX trong môi trường Windows. Hiện nay, phần mềm đã có hơn 1 triệu lượt tải xuống.
Mặc dù TeXnicCenter mới đạt được phiên bản 1.0 ổn định vào cuối năm 2008 nhưng nó có những tính năng ưu việt, như trợ giúp điền từ thông minh (intellisense). Ngoài ra, thanh công cụ của TeXnicCenter cũng có khá nhiều chức năng hỗ trợ những người mới bắt đầu làm quen với LaTeX.
TeXnicCenter kết nối tốt với các file văn bản kết quả (DVI) khá tốt. Chẳng hạn, nếu tìm ra một chỗ cần sửa thì khi click chuột vào trong file DVI sẽ nhảy đến đoạn văn bản tương ứng trong file TeX đang soạn thảo bởi TeXnicCenter.
Phiên bản mới 2.0 của TeXnicCenter có một số tính năng mới:
- Cửa sổ soạn thảo dựa trên Scintilla với những đặc điểm tiện dung như gấp code, phóng to thu nhỏ chữ...
- Hỗ trợ Unicode
- Giao diện hiện đại hơn
- Hỗ trợ BibTeX tốt hơn